# Henry Hudson Holly
Henry Hudson Holly (* 1834; † 4. September 1892 in New York City) war ein US-amerikanischer Architekt.

## Leben
Henry Hudson Hollys Familie stammte aus Connecticut; seine Vorfahren gehörten zu den Gründern von Stamford (Connecticut). Sein Vater übersiedelte in die Fifth Avenue nach New York und war von 1840 bis 1850 Alderman in New York. Henry Hudson Holly errichtete neben exklusiven Privatbauten auch Kirchen und Universitätsgebäude, so etwa die der Universität Sewanee in Tennessee. Über seine Bauwerke schrieb er die Bücher Holly’s Country Seats und Holly’s Church Architecture. Er gehörte seit dessen Gründung im Jahr 1857 dem American Institute of Architecture an. Sein Büro befand sich lange Zeit im Trinity Building in New York. Nachdem er sich mit seinem früheren Angestellten Jelliff zusammengetan hatte, wurde der Geschäftssitz verlegt.

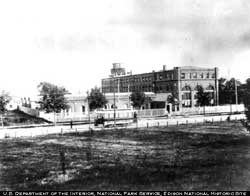
Das West Orange Lab in den 1890er Jahren

Zu seinen bekanntesten Bauwerken gehört das ab 1887 errichtete West-Orange-Laboratorium von Thomas Alva Edison. Edison wohnte auch 45 Jahre lang in einem Haus, das Holly geplant hatte.
Ein Sturz von einem Rohbau verursachte innere Verletzungen, an deren Folgen Henry Hudson Holly drei Jahre später in seinem Privathaus 3 East Eighty fourth-street starb. Er hinterließ einen Sohn.